# 陕西广播电视台体育休闲频道
陕西广播电视台体育休闲频道是陕西广播电视台旗下的一条电视频道，原名体育频道、体育健康频道，2012年改为现名，主要播出体育节目。